# Aethriamanta nymphaeae
Aethriamanta nymphaeae är en trollsländeart som beskrevs av Maurits Anne Lieftinck 1949. Aethriamanta nymphaeae ingår i släktet Aethriamanta och familjen segeltrollsländor. Inga underarter finns listade i Catalogue of Life.